# Isla Hunga Tonga-Hunga Ha'apai

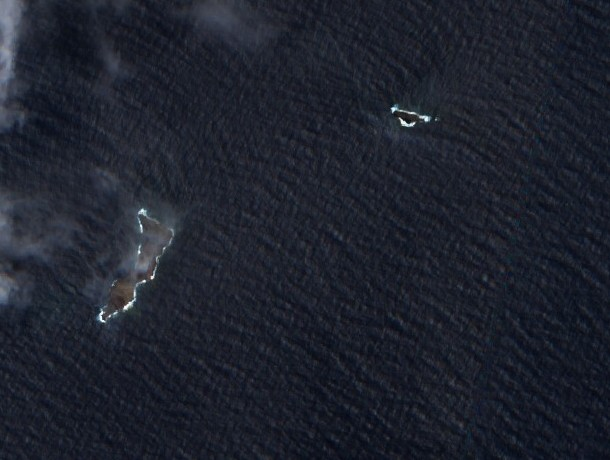
Hunga Tonga-Hunga Haʻapai. Febrero 2022

La nueva isla de Tonga, extraoficialmente conocida como Hunga Tonga-Hunga Ha'apai (HTHH) por sus vecinos, nació en 2015. Inicialmente se creía que duraría apenas unos pocos meses, ahora según un nuevo estudio de la NASA es posible que permanezca entre 6 a 30 años aproximadamente. 

## Nacimiento
A fines de diciembre de 2014, un volcán submarino en el Reino del Pacífico Sur de Tonga entró en erupción por segunda vez en cinco años, enviando una corriente violenta de vapor, ceniza y roca al aire. Los penachos de ceniza se elevaron hasta 30,000 pies (9 kilómetros) hacia el cielo, desviando vuelos. Cuando las cenizas finalmente se asentaron en enero de 2015, la isla recién nacida alcanzó una cima de 400 pies (120 metros). Quedó ubicada entre dos islas más antiguas y perfectamente visible para los satélites en el espacio. Por el momento, la isla es muy inestable y no se recomienda visitarla.

## Ubicación
Una nueva isla que se formó en el Pacífico Sur, tras una erupción de un volcán submarino en el archipiélago polinesio de Tonga, se ubica a unos 45 km al noroeste de la capital, Nuku'alofa y tiene una longitud de 500 metros.

## NASA

NASA (Logo)

Hunga Tonga-Hunga Ha'apai es la primera isla de este tipo en estallar y persistir en la era moderna de los satélites. Ofrece a los científicos una visión sin precedentes desde el espacio de su vida y evolución. El nuevo estudio ofrece información sobre su longevidad y la erosión que da forma a las nuevas islas. La comprensión de estos procesos también podría proporcionar información sobre características similares en otras partes del sistema solar, incluido Marte.
La isla de Tonga es la tercera isla volcánica "surrealista" en los últimos 150 años en surgir y persistir durante más de unos pocos meses. Surtsey es una isla que comenzó a formarse por un proceso similar de erupción marina explosiva en la costa de Islandia en 1963.
Desde el principio en la isla de Tonga, se realizó un seguimiento mediante observaciones satelitales mensuales de alta resolución, con sensores ópticos y con radares, que ven a través de las nubes. 
Los expertos de la NASA fueron alertados sobre la erupción volcánica por el programa de Respuesta Rápida de la NASA y ordenaron a los satélites que observaran la isla tan pronto como terminara la erupción. Usando estas imágenes, el equipo de investigación hizo mapas tridimensionales de la topografía de la isla y estudió sus cambiantes líneas costeras y su volumen sobre el nivel del mar.
El equipo ha calculado dos escenarios potenciales que afectan su vida útil. El primero es un caso de erosión acelerada por la abrasión de las olas, que desestabilizaría el cono de toba en seis a siete años, dejando solo un puente terrestre entre las dos islas más viejas adyacentes. El segundo escenario supone una tasa de erosión más lenta, que deja el cono de toba intacto durante unos 25-30 años.
Los diferentes escenarios se deben a la incertidumbre en la estimación del volumen inicial del cono de toba de isla inmediatamente después de la erupción y antes de que se adquirieran las primeras imágenes satelitales estéreo a los tres meses. También reflejan las diferentes tasas de erosión acelerada, observadas en los primeros seis meses y más tarde de manera más moderada. Su análisis se presentó en la reunión de la American Geophysical Union en Nueva Orleans.
Los cambios más dramáticos en la isla ocurrieron en sus primeros seis meses. Inicialmente, la nueva isla era relativamente ovalada y estaba unida a su isla vecina al oeste. Sin embargo, en abril, el análisis de las imágenes satelitales encontró que su forma había cambiado.

### Primera visita
En octubre de 2018 un equipo de la NASA llegó a la Isla. Se encontraron con una isla algo diferente a los esperado. Las observaciones satelitales mostraban que en el lado sur se encontraban playas poco profundas donde poder atracar pero las calas resultaron ser demasiado empinadas y las olas demasiado grandes para acceder con fácilmente. Esto provocó que el equipo debiera navegar por la costa del norte más serena y tomar mediciones GPS de la ubicación, elevación de las rocas y otras formaciones erosivas visibles en la imagen del satélite.
Descubrieron que el terreno se encontraba cubierto por una grava negra que les hacía daño al caminar, y no era tan plano como parecía por satélite. También les llamó la atención la arcilla que sale del cono, de color claro y pegajosa. Además, los investigadores pudieron observar cómo la vegetación ha comenzado a echar raíces en el istmo que conecta la isla con su vecina, y los parches probablemente sembrados por excrementos de aves en el flanco del cono volcánico. 
Actualmente los investigadores están procesando los nuevos datos y desarrollando un modelo 3D más realista de la isla, que usarán para averiguar su volumen y la cantidad de ceniza y material volcánico que brotó del respiradero a lo largo del borde de la caldera submarina abajo.